# Hippasosa yunnanensis
Espèce
Hippasosa yunnanensis est une espèce d'araignées aranéomorphes de la famille des Lycosidae.

## Distribution
Cette espèce est endémique du Yunnan en Chine,. Elle se rencontre dans le xian de Yuanjiang.

## Description
Le mâle holotype mesure 15,86 mm et la femelle paratype 19,20 mm, les mâles mesurent de 15,86 à 17,03 mm et les femelles de 19,20 à 21,70 mm.

## Systématique et taxinomie
Cette espèce a été décrite par Wang, Irfan et Zhang en 2025.

## Étymologie
Son nom d'espèce, composé de yunnan et du suffixe latin -ensis, « qui vit dans, qui habite », lui a été donné en référence au lieu de sa découverte, le Yunnan.

## Publication originale
- Wang, Irfan & Zhang, 2025 : « Two new wolf-spider species in the genus Hippasosa from Asia (Araneae, Lycosidae). » ZooKeys, vol. 1226, p. 339-348 (texte intégral).